# Melancholie

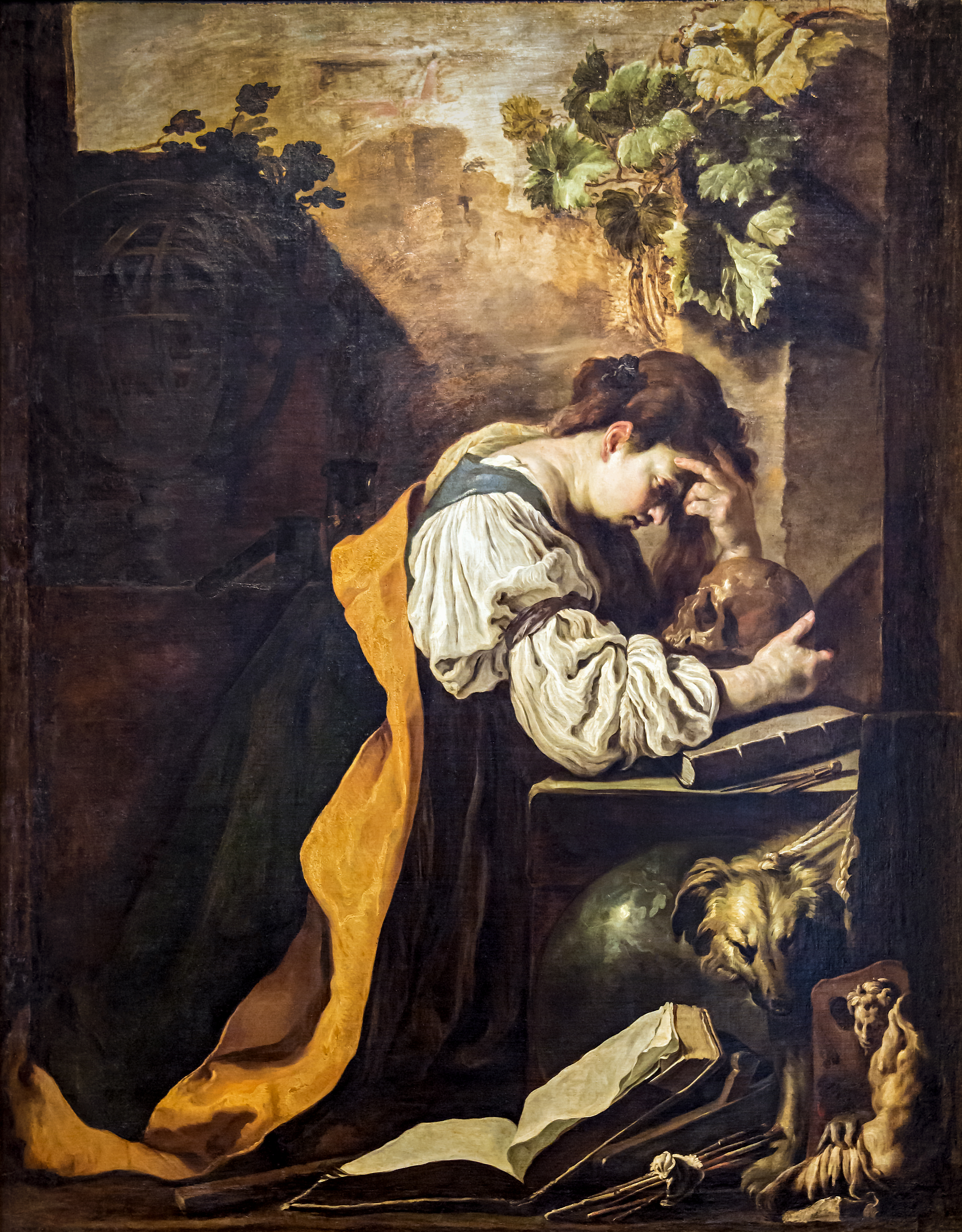
Domenico Fetti: Melancholie, cca 1622.

Pojem melancholie (řecky μελανχολία, ze slov μέλας (melas), „černý“, a χολή (cholé) „žluč“) označuje v dnes běžném užití duševní stav zádumčivosti či trudnomyslnosti a nečinnosti, zpravidla bez zřejmého přímého podnětu. V odborném a medicínském diskursu byl však v 19. a 20. století vytlačen pojmem deprese, přestože významy obou pojmů nelze prohlásit za totožné; pojem melancholie má velmi bohatou historii a široké významové pole, které se týká filosofie, medicíny a psychologie, teologie, mytologie a umění.
Vývoj chápání melancholie začíná v klasickém Řecku v 5. století př. n. l., kdy lékař a myslitel Hippokratés zformuloval teorii čtyř tělesných tekutin, které v člověku tvoří směs a jejichž poměr se projevuje v lidském temperamentu (a analogicky v celém kosmu). Poměr s převahou černé žluči tak vytváří „melancholika“.
V antice nebyla melancholie považována pouze za nemoc, neboť mezi melancholiky byly spatřovány výjimečné osobnosti: mezi ty, jež dle tradice jmenuje Aristotelés, patří Aiás, Bellerofontés, Héraklés, Empedoklés, Sókratés, Platón a Lýsandros. Melancholie zde zároveň úzce souvisí s šílenstvím, přičemž obojí vede k nahlédnutí do podstaty světa či božství; melancholici často získají pocit vlastní božskosti, za který pak platí utrpením či bizarní smrtí.

## Melancholie v psychologii
Sigmund Freud v práci Truchlení a melancholie (1915) odlišil tyto dva pojmy: smutek je reakcí na ztrátu milované bytosti, a příčina je tedy známá, zatímco u melancholie, přestože může vést až k sebevraždě, zjevný předmět chybí. Již dříve však Krafft-Ebing ztotožnil melancholii s depresivní fází maniodepresivní psychózy, což uvolnilo cestu k tomu, aby byl pojem melancholie v klinickém diskursu postupně nahrazen pojmem deprese.